# School Knott Tarn
Der School Knott Tarn ist ein See im Lake District, Cumbria, England.
Der School Knott Tarn liegt südöstlich von Windermere und südöstlich des Gipfels des School Knott.
Der See hat keinen erkennbaren Zufluss. Sein Abfluss an der Westseite bildet den Scout Beck.